# Kristine Kathryn Rusch
Kristine Kathryn Rusch (ur. 4 czerwca 1960) – amerykańska pisarka, znana głównie z twórczości literackiej oraz edytorstwa na polu fantastyki. Laureatka nagród Hugo, Endeavour oraz Sidewise.
Jedyna w historii laureatka nagrody Hugo zarówno za twórczość literacką (Millennium Babies w 2001 r. w kategorii "Najlepsza nowela") oraz za profesjonalne edytorstwo (1994 jako wydawca F&SF). Publikuje pod licznymi pseudonimami (Kris Rusch, Kris Nelscott, Kristine Grayson, Sandy Schofield, Kathryn Wesley).
W latach 1988–1996 wraz z mężem, Deanem Wesleyem Smithem, prowadziła w Eugene "Pulphouse Publishing", niewielkie wydawnictwo specjalizujące się w wydawaniu fantastyki, zdobywając w 1989 r. Nagrodę World Fantasy. W latach 1991–1997 była wydawcą magazynu "The Magazine of Fantasy and Science Fiction", za co była kilkakrotnie nominowana do nagrody Hugo (nagroda w 1994).
Oprócz nagrody Hugo w 2001 otrzymała także Nagrodę Endeavour w 2003 r. za The Disappeared, a także w 2008 r. Nagrodę Sidewise za Recovering Apollo 8.
Mieszka i pracuje w stanie Oregon.

### The Fey Universe

#### The Fey
- Vol. 1: The Sacrifice, 1995
- Vol. 2: The Changeling, 1996
- Vol. 3: The Rival, 1997
- Vol. 4: The Resistance, 1998
- Vol. 5: The Victory, 1998

#### Black Throne
- Vol. 1: The Black Queen, 1999
- Vol. 2: The Black King, 2000

### Retrieval Artist
- Vol. 1: The Disappeared, 2002
- Vol. 2: Extremes, 2003
- Vol. 3: Consequences, 2004
- Vol. 4: Buried Deep, 2005
- Vol. 5: Paloma, 2006
- Vol. 6: Recovery Man, 2007
- Vol. 7: Duplicate Effort, 2009

### Gwiezdne wojny
- The New Rebellion, 1996

### Inne powieści
- The Gallery of His Dreams, 1991
- The White Mists of Power, 1991
- Heart Readers, 1993
- Façade, 1993
- Traitors, 1993
- Alien Influences, 1994
- Sins of the Blood, 1994
- The Devil’s Churn, 1996
- Fantasy Life, 2003
- Diving into the Wreck, 2009

### Zbiory
- Stained Black, 1992
- Stories for an Enchanted Afternoon, 2001
- Little Miracles and Other Tales, 2001
- The Retrieval Artist and Other Stories, 2002

### Jako Kris Rusch (literatura głównego nurtu)
- Hitler’s Angel, 1998

### Jako Kris Nelscott (literatura kryminalna)
- Vol. 1: A Dangerous Road, 2000
- Vol. 2: Smoke-Filled Rooms, 2001
- Vol. 3: Thin Walls, 2002
- Vol. 4: Stone Cribs, 2004
- Vol. 5: War at Home, 2005
- Vol. 6: Days of Rage, 2006

### Jako Kristine Grayson (romans)
- Utterly Charming, 2000
- Thoroughly Kissed, 2001
- Completely Smitten, 2002
- Simply Irrisistable, 2003
- Absolutely Captivated, 2004
- Totally Spellbound, 2005

### Wraz z Deanem Wesleyem Smithem

#### The Tenth Planet
- Vol. 1: The Tenth Planet, 1999
- Vol. 2: The Tenth Planet: Oblivion, 2000
- Vol. 3: The Tenth Planet: Final Assault, 2000

#### Roswell
- No Good Deed, 2001
- Little Green Men, 2002

#### Star Trek

##### Star Trek: Seria oryginalna
- The Rings of Tautee, 1996
- Treaty's Law, 1997
- New Earth 5: Thin Air, 2000

##### Star Trek: Następne pokolenie
- Klingon!, 1996
- The Soldiers of Fear, 1996
- Vectors: Double Helix #2, 1999

##### Star Trek: Voyager
- The Escape, 1995
- Echoes, współaut. Nina Kiriki Hoffman(inne języki), 1998
- Section 31: Shadow, 2001

##### Star Trek: Stacja kosmiczna
- The Mist: The Captain's Table #3, 1998
- The Long Night, 1996

##### Star Trek: Enterprise
- By the Book, 2002

#### X-Men
- X-Men, 2000

### Wraz z Deanem Wesleyem Smithem jako Sandy Schofield
- Star Trek: Deep Space Nine: The Big Game, 1993
- Aliens: Rogue, 1995
- Quantum Leap: The Loch Ness Leap, 1997
- Predator: Big Game, 1999

### Wraz z Deanem Wesleyem Smithem jako Kathryn Wesley
- The 10th Kingdom, 2000
- Aladdin, 2000
- The Monkey King, 2001
- Salem Witch Trials, 2003

### Wraz zKevinem J. Andersonem
- Vol. 1: Afterimage, 1992
- Vol. 1-2: Afterimage/Aftershock, 1998